# Cementiri de Valls
El Cementiri de Valls és un conjunt monumental del municipi de Valls (Alt Camp) protegit com a Bé Cultural d'Interès Local.

## Descripció
L'entrada del cementiri està ocupada per un edifici neoclàssic. Està situat als afores de la població. És de planta quadrada, mesura uns 100 m2 i està envoltat per un conjunt de capelles fetes a partir de la repetició d'un mòdul bàsic, arquitectònicament parlant, força senzill. La planta baixa consta de la porta d'entrada, on hi ha una paret cega adossada a quatre pilars, sobre els quals hi ha una cornisa que surt un frontis, tot treballat amb peces de pedra i motllura.
Damunt de la planta baixa, hi ha un cos central cilíndric amb una cúpula semiesfèrica, al punt més alt de la qual hi ha col·locada una creu.